# Ciliegia Napoleon
Napoleon è una varietà di ciliegia, originaria della Francia.
Il raccolto avviene a metà giugno. Il frutto viene coltivato anche in Italia, si caratterizza per avere una forma simile a un cuore.
Il sapore è molto dolce e aromatico, la polpa croccante.